# 爆雷

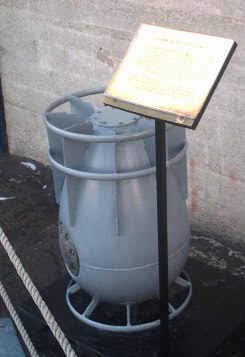
第二次世界大戦中にアメリカ海軍が使用したMark IX爆雷。
涙滴型の本体に姿勢安定翼を設置するなど航空爆弾の特徴が取り入れられている。前後のリングは爆雷投下軌条での運用に対応するためのもの

爆雷（ばくらい）は、水中で爆発する水雷兵器の一種で、水上艦艇や航空機から海中に投下して潜航中の潜水艦を攻撃する。かつては主力対潜兵器として小型艦艇や航空機が装備していた。
第二次大戦後は対潜魚雷やそれを投下する対潜ミサイルの登場によって主力兵器ではなくなったが、機雷の処分や警告用など補助的に使われている。

## 概要
水中に投下されると重力に従って自然沈降し、水圧や時間によって作動する信管により目的の深さで爆発し、その衝撃によって敵潜水艦に損傷を与える。この方式は直撃しなくても潜水艦に損傷を与えて浮上や撃沈に追い込める反面、海水をかき乱して探知を難しくしてしまい、逃げられる可能性もある。このため艦体への接触や音響・磁気に反応して信管が作動し、より確実な撃破を狙うタイプも存在する。
潜水艦が登場した時点では浮上時に体当たりか砲撃を加える以外に有効な攻撃手段が無く、水上艦は多数の見張りを配置し警戒を密にするなど負担が大きかった。曳航式の爆破具も開発されたが回り込まれれば意味が無いため効果は薄かった。爆雷とソナーの登場により、水上艦が水中の目標を探知・攻撃できるようになったことで対潜戦は大きく進歩した。

## 歴史

### 初期

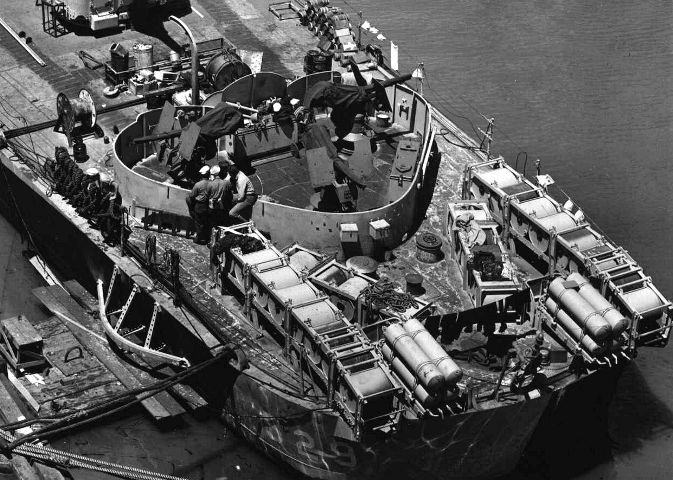
フレッチャー級駆逐艦の艦尾に設置された爆雷投下軌条。
爆雷は艦尾方向に傾いた爆雷投下軌条から自重で転がして投下する

1911年にイギリス海軍で「降下機雷」（dropping mine）として提唱されたのがその始まりで、第一次世界大戦が始まり、ドイツ帝国海軍のUボートに対する有効な対潜兵器を欲していたイギリス海軍は1914年に爆雷（depth charge）の発注を行った。発明された当初はドラム缶の形をした爆雷を爆雷投下軌条によって艦尾から海中に投下していた。この初期の爆雷は炸薬の量が百数十キログラム程度であった。
1916年3月22日、Qシップ「ファーンボロ」がU-68をアイルランド沖で撃沈したのが初戦果になった。爆雷の装備によりイギリス海軍は潜航中のＵボートでも攻撃できるようになったが、当時は敵潜水艦を探知する水中測的兵器の精度もあまり良くなく、第一次大戦において爆雷によって撃沈された潜水艦は数えるほどしかなかった。
日本海軍は1921年にイギリスの爆雷と爆雷投射機を購入して八一式爆雷投射機として制式化したものを神風型・睦月型駆逐艦に装備したのが始まりである。

### 第二次大戦期までの改良

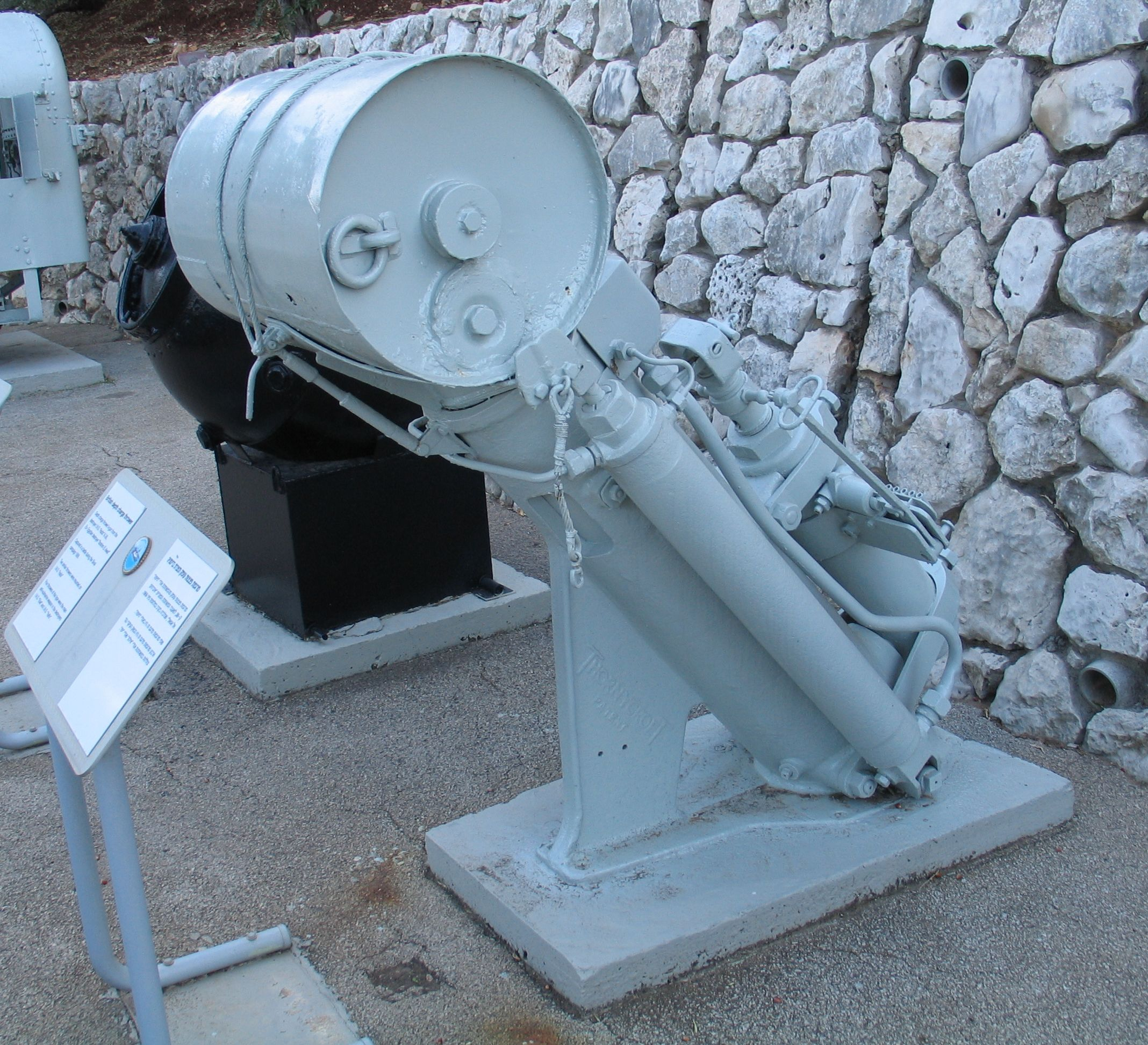
片舷用爆雷投射機（K-gun）アームの先端部に搭載されたドラム缶状のものが爆雷

第二次世界大戦が始まると、爆雷投下軌条と並んで、1930年代までに各国で実用化された爆雷投射機が実戦で使われた。これは投射用に少量の火薬を用い、爆発ガスによって自艦から離れた舷側方向へと爆雷を投射するもので、水上艦の航跡上から外れた海中にいる潜水艦も攻撃することが可能になった。艦の首尾線方向から見た正面形状から、片舷用の投射機をK砲、両舷用の投射機をY砲と呼ぶ。投射機を用いた爆雷戦では、散布パターンを造って投射するようになった。
従来のドラム缶状の爆雷は、沈降速度が毎秒数メートルしかなかったために目標への到達時間が長くかかり、また、水中での向きが定まらないまま沈んでゆくので沈降速度にばらつきが生じ、潜水艦に効率的に打撃を与えることが難しかった。そこで沈降速度の向上と一定化を図るため、形状を流線形にして細くなった尾部にフィンを付けた爆雷が登場した。これによって沈降速度は毎秒十数メートル程度にまで向上し、撃沈される潜水艦が飛躍的に多くなった。
爆雷は水中で動作するため、爆発位置と目標艦との間の距離が離れると破壊力の減衰が著しい。そのため炸薬の量や性能の向上は重要であった。第二次大戦中、炸薬はTNT火薬からトーペックスとなり、また、イギリス海軍の爆雷MkXは炸薬の量が900キログラムを超えた。

### 前投型爆雷システムの登場
第二次世界大戦の中頃までは爆雷は艦艇の後方に投下していたが、水上艦艇と潜水艦の運動性能に開きがあり、また、投下直前にソナーを壊さないようにソナーを止める必要があったので、最後は潜水艦の位置を推測で投下する必要があり、命中率は指揮者の経験や勘に左右され効率が悪かった。このためイギリス海軍は対潜前投兵器の発明を進め、多連装小型爆雷「ヘッジホッグ」や爆雷投射砲「スキッド」「リンボー」（日本語文献では対潜臼砲、対潜迫撃砲などの表現も見られる）といった前方に投射できる爆雷システムが大戦中期以降相次いで登場し、ヘッジホッグはアメリカ海軍にも導入されて、連合国海軍は対独・対日の潜水艦狩りで大きな戦果をあげた。
日本海軍でも海軍対潜学校練習艦となった澤風に15cm9連装対潜噴進砲の試作品を搭載した記録が残っている。また、一部の艦に「噴進爆雷砲」なる爆雷を全方位に投射できる装置を装備していたと言われているが、現在のところ詳細は不明である。

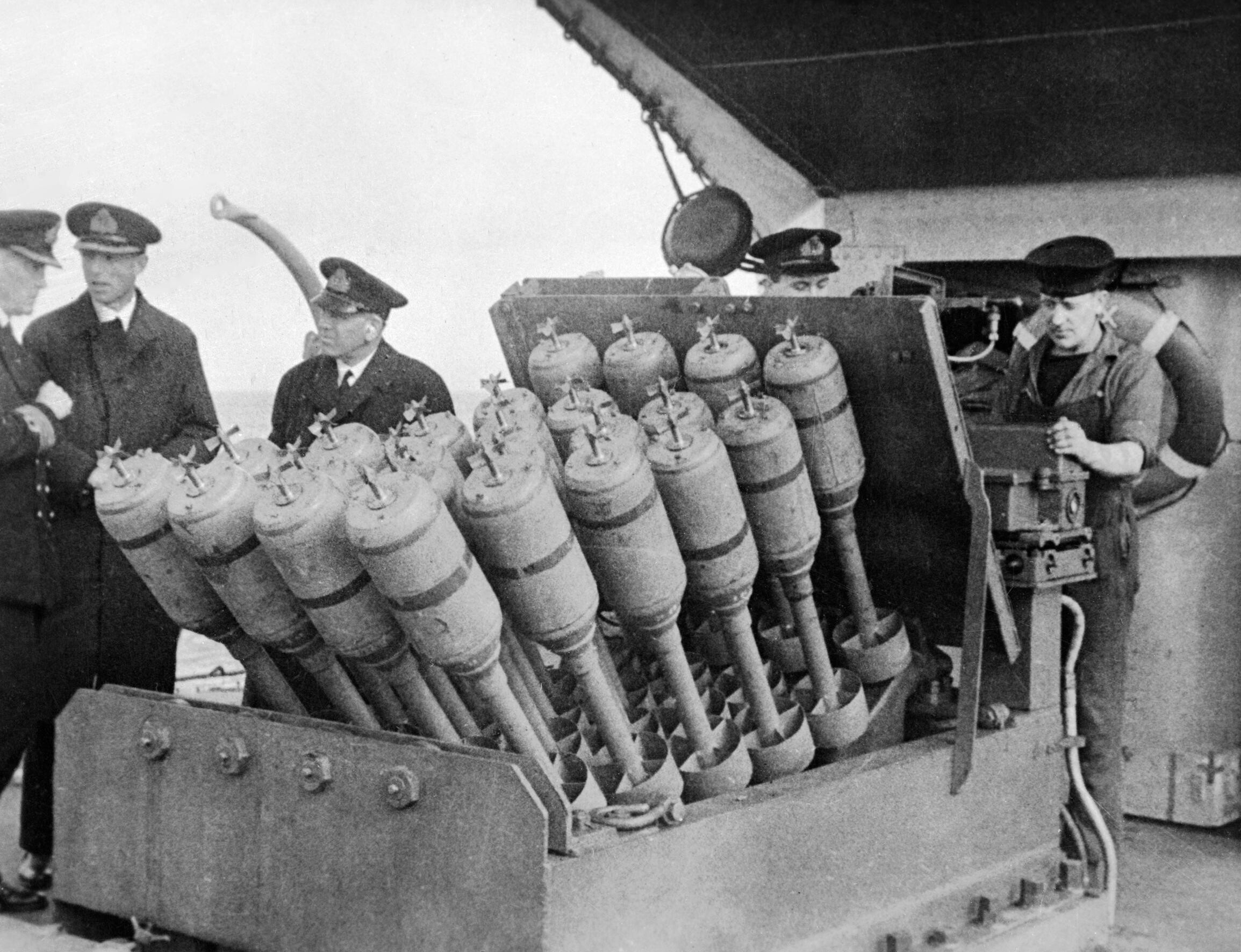
ヘッジホッグ
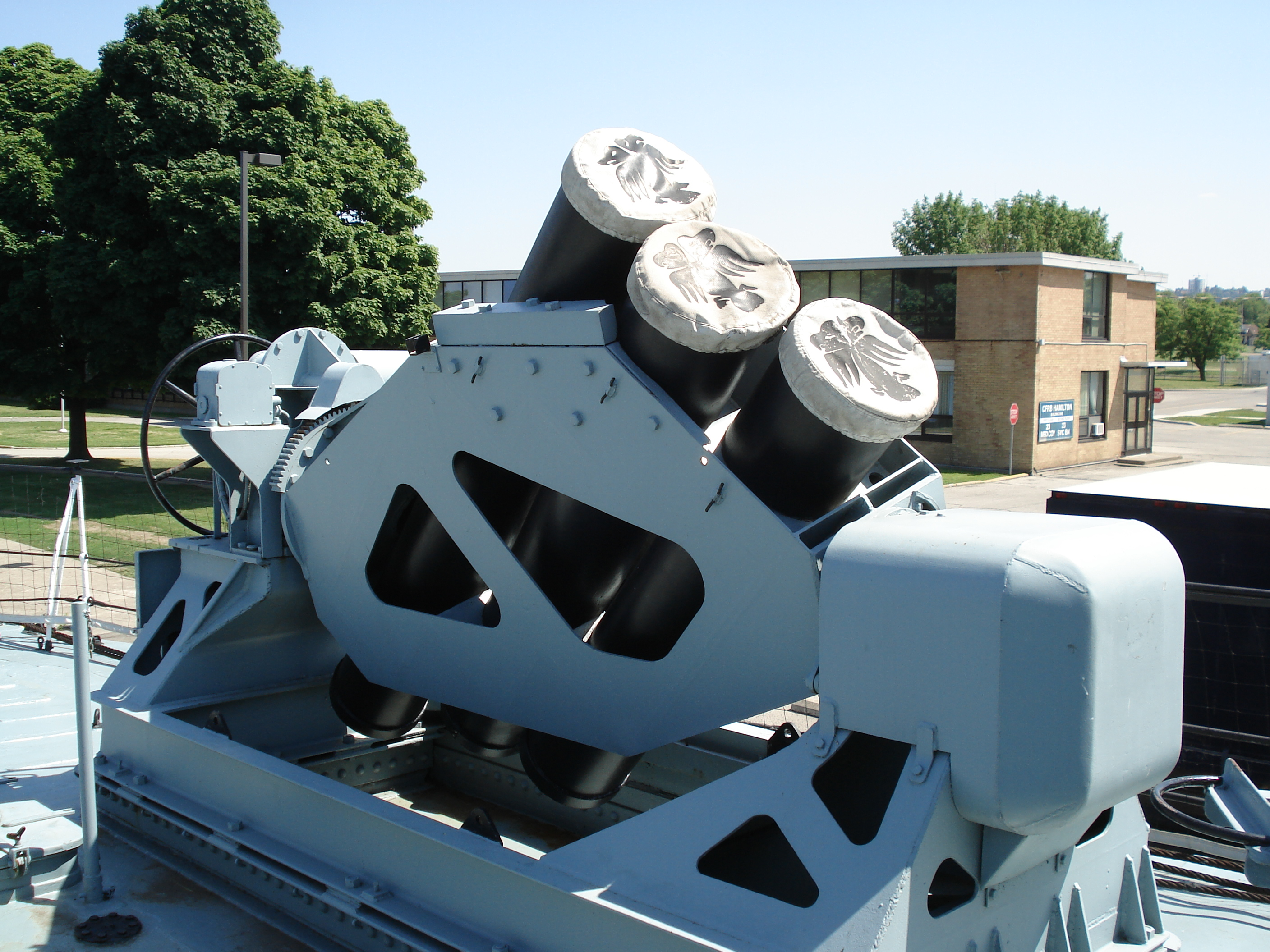
スキッド
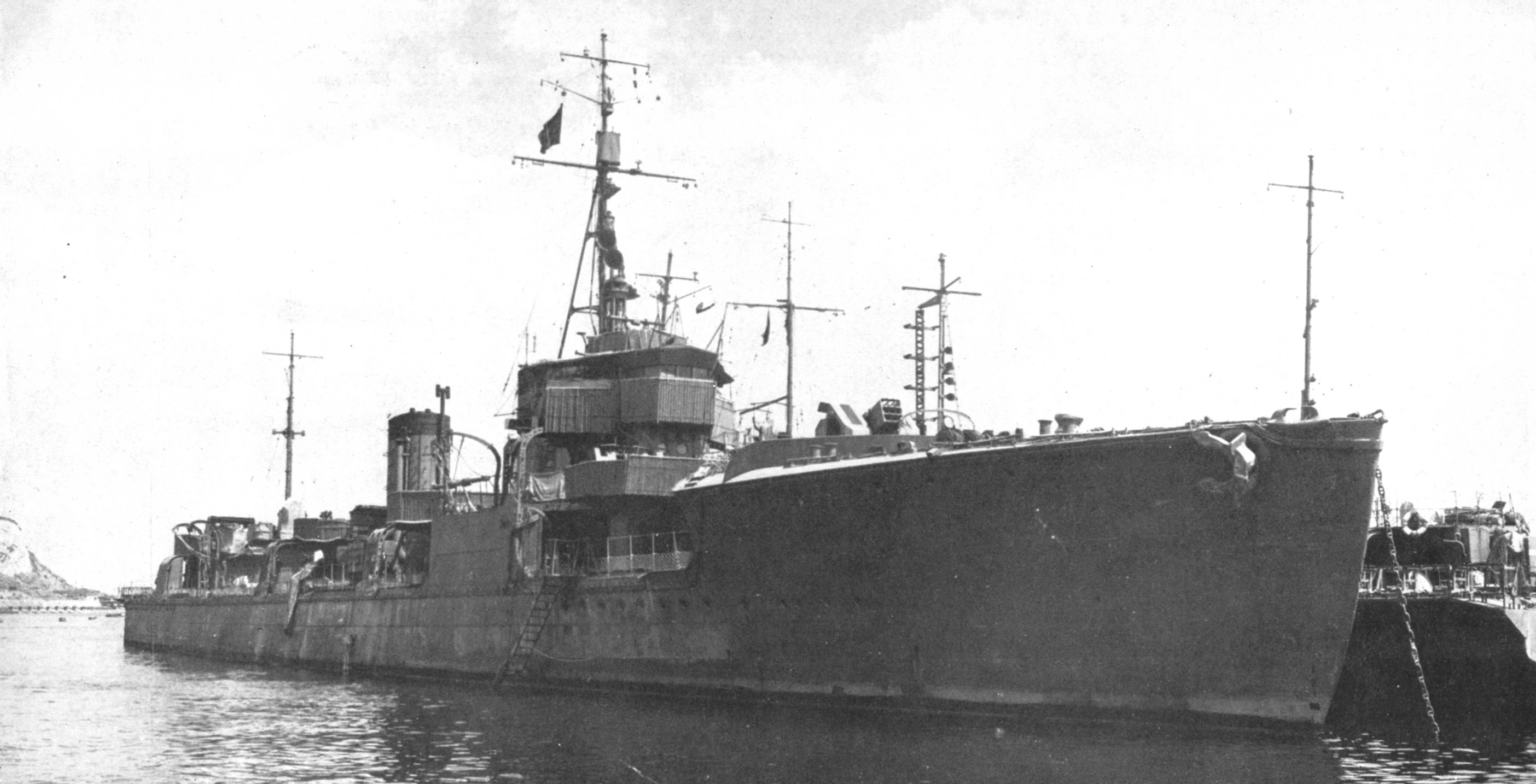
1番砲を撤去し15cm9連装対潜噴進砲を装備した駆逐艦澤風

### 投射手段のロケット化
第二次世界大戦後、爆雷は更なる遠方への投射を目指し、弾体後部にロケットモーターを取り付け、目標海面まで空中を自力飛翔する対潜ロケットへと進化する。これは空中・水中とも無誘導であったが、水中を垂直沈降するだけでは命中性に乏しいという爆雷が本来的に持っている欠点は依然カバーできず、やがて誘導魚雷の登場により、弾頭を爆雷から短魚雷に替えた対潜ミサイルに取って代わられていった。
しかし安価であるため、現在でもロシア製のRBU対潜ロケット発射機が、ロシア海軍、インド海軍、中国人民解放軍海軍などで使用されている。

### 核爆雷
一方、核兵器が実用化されると爆雷にも核爆発装置が用いられ、広範囲の海中を一気に無力化する核爆雷が配備されるようになった。威力が巨大なため敵に近接して起爆しさえすればよく、水中での精密誘導は必要ないため自然沈降する爆雷の形をとっている。
発射艦から爆発地点までの距離が近いと自艦にも被害が及ぶため、ある程度遠隔から攻撃する必要があり、このため投射手段はロケット（もしくは航空機からの投下）に限られた。例えば核爆雷の1つであるMk17は10キロトンの破壊力を有する弾頭を持っていた。
アメリカ軍はウィグワム作戦にてMk90核爆雷（30キロトン）を水深約600mで起爆させる試験を行った。アメリカ海軍は冷戦終結後に海上配備戦術核が廃止されたために、核爆雷は配備されていない。対潜ミサイルの項も参照。

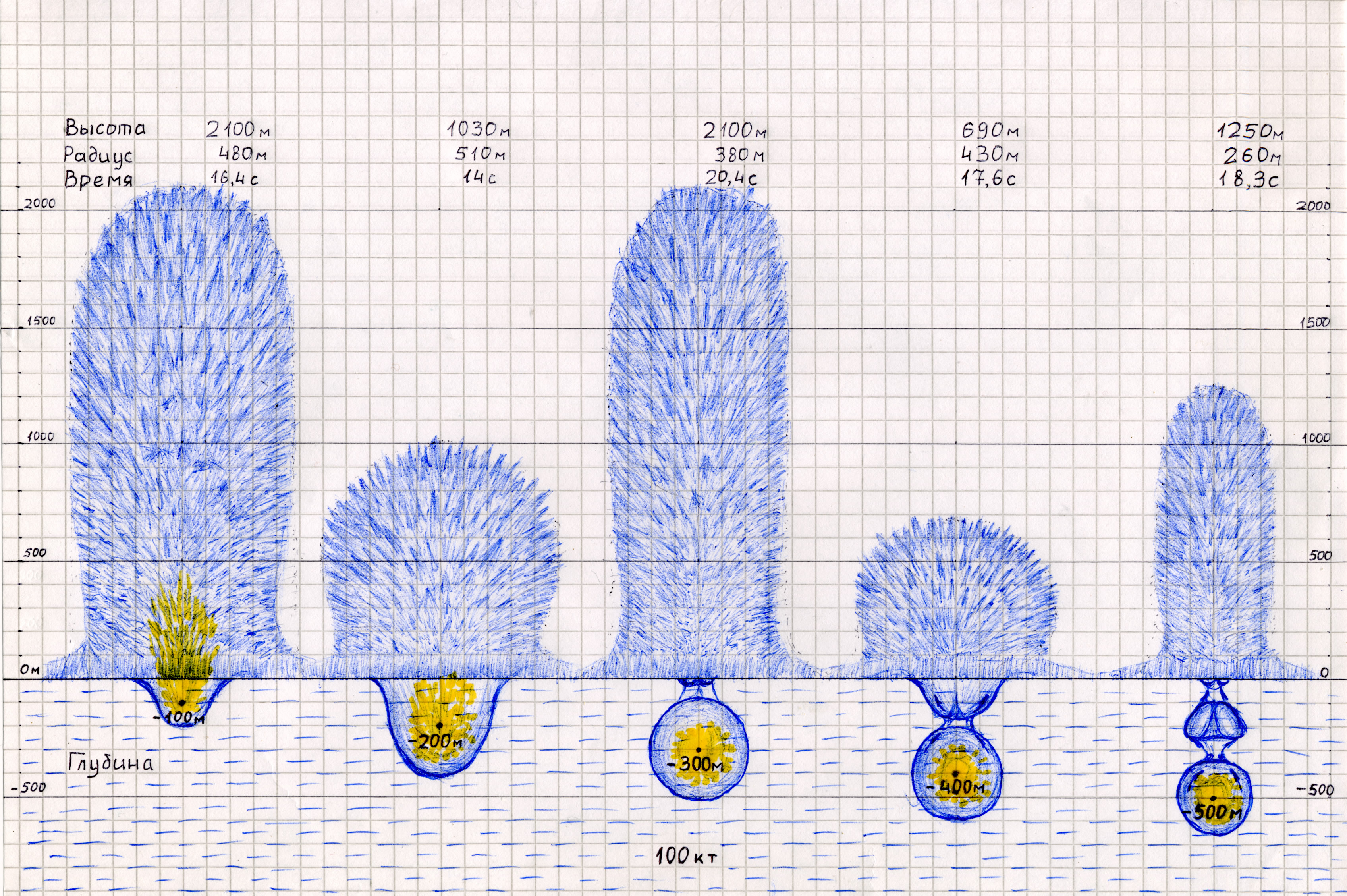
100キロトンの核爆雷が爆発した際に発生する水柱と深度の関係。
- ウィグワム作戦の映像。

### 現代
現代でも用いられている爆雷としては、航空機が搭載する航空爆雷、機雷の爆破処分に用いる処分用爆雷などがある。また、小型の潜水艇（ミゼット・サブマリン）に対処する必要がある海軍では、爆雷が短魚雷・対潜ロケットなどと併用されている。
平時において、外国の潜水艦に領海を侵犯されても戦争につながりかねない撃沈ではなく、警告により退去を促すために敢えてエルマ対潜迫撃砲のような小型の爆雷を装備している国もある。フィンランド海軍が2015年4月に領海内で感知した潜水物体に投下した爆雷は「手投げ弾程度の大きさ」であった。

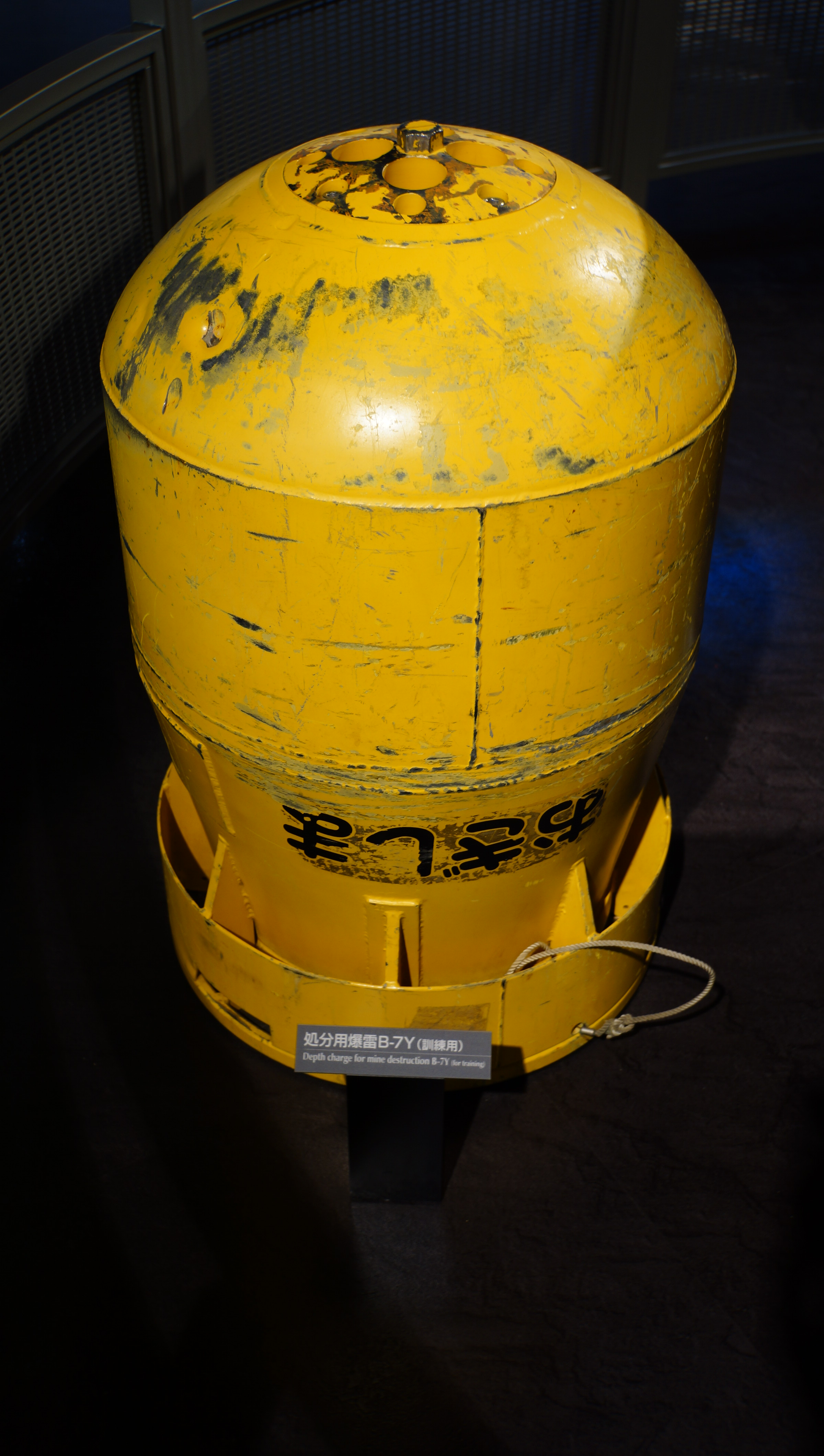
海上自衛隊の機雷処分用対潜爆弾B-7Y（写真は訓練用のもの）

## 航空爆雷
航空機が投下して使用する爆雷は一般的に航空爆雷と呼ばれる。海上自衛隊では『対潜爆弾』と呼称している。
第二次世界大戦までは航空機の装備する対潜兵器の主力であったが、現代では対潜ミサイルや対潜魚雷などの誘導兵器が主流であり、爆弾倉のスペースを誘導兵器に割り当てるため搭載数を減らしたり廃止した国が多い。しかし精密な電子部品が多いミサイルや魚雷に比べ、構成部品は水圧や時限式の信管と炸薬だけという単純さから故障しにくく、相対的には安価である、また重量のほとんどが炸薬で占められており効率も高いため、哨戒ヘリコプターにも搭載できる小型の航空爆雷が利用されている。魚雷が利用しにくい沿海域では潜水艦だけでなく水上目標にも有効である。
爆雷が海面付近で起爆した場合、エネルギーのほとんどか水柱となって海面上に出てしまい潜水艦への攻撃としては無駄になるが、巨大な水柱や衝撃は船舶に対する警告・威嚇目的として有用であることから、アメリカ海軍や海上自衛隊などは遠洋で活動する固定翼哨戒機に常時搭載している。
海上自衛隊では1999年の能登半島沖不審船事件の際には、停船を促す警告としてP-3Cから150kg対潜爆弾12発が不審船の至近に投下された。また2005年から配備された哨戒ヘリコプターのSH-60Kは対潜爆弾の搭載に対応しており、たかなみ型護衛艦には艦載ヘリコプターが使用する対潜爆弾の弾薬庫が新造時より準備されている。
本来の使い方ではないが、海軍では観艦式などにおいて航空部隊が対潜爆弾を投下し水柱を上げる展示を行うことがある。

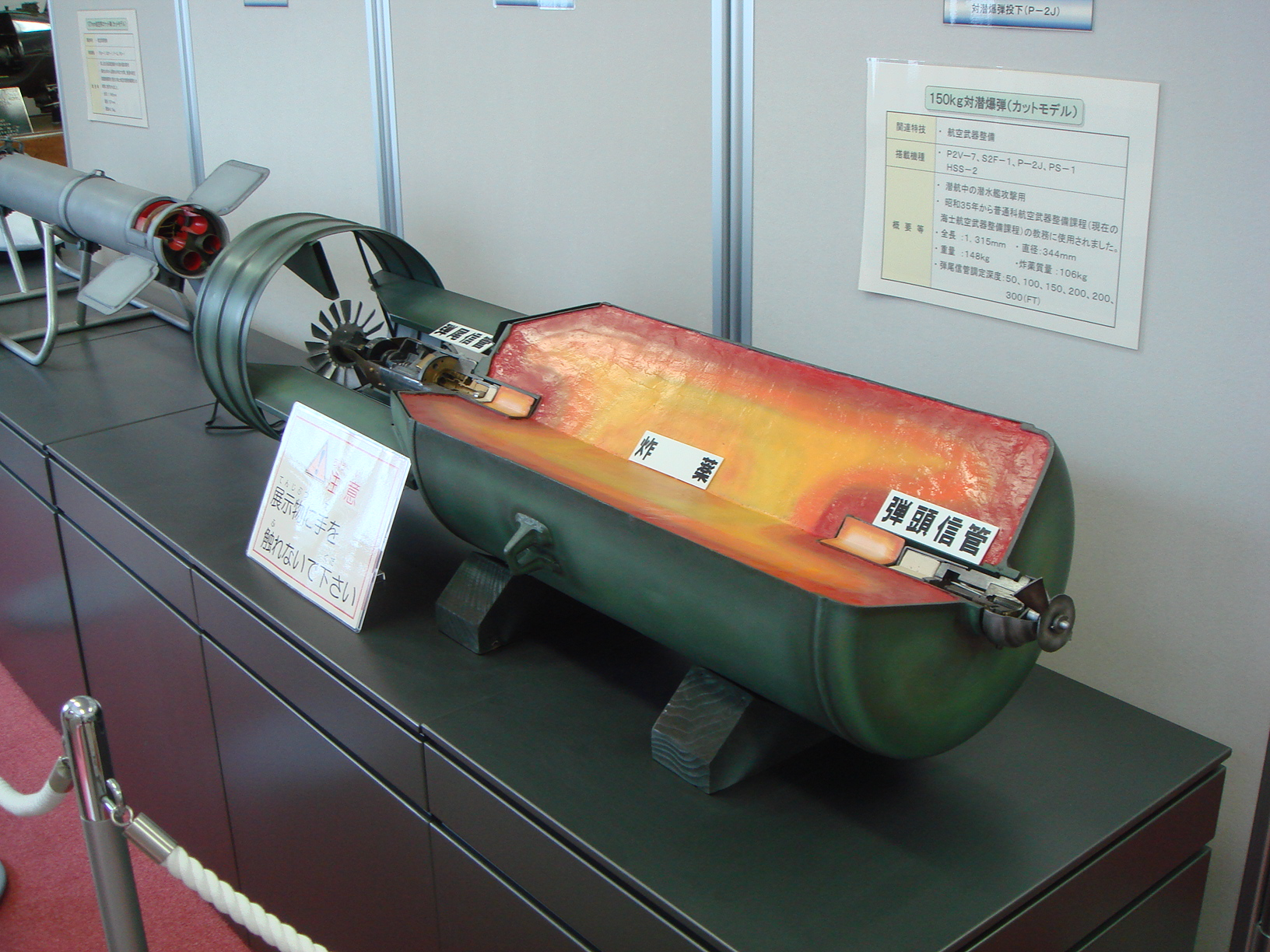
海上自衛隊の150kg対潜爆弾（カットモデル）
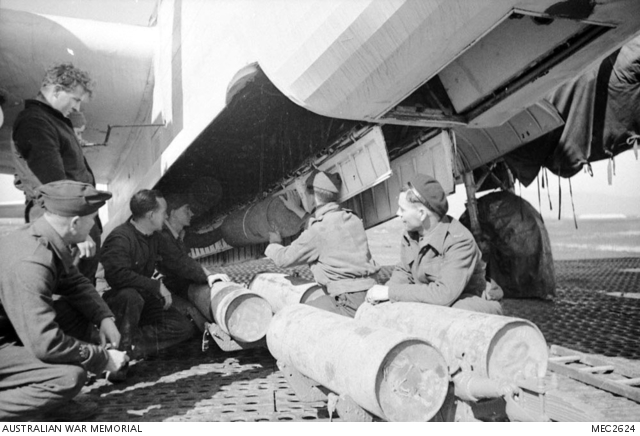
ビッカース ウェリントンに航空爆雷を搭載する作業
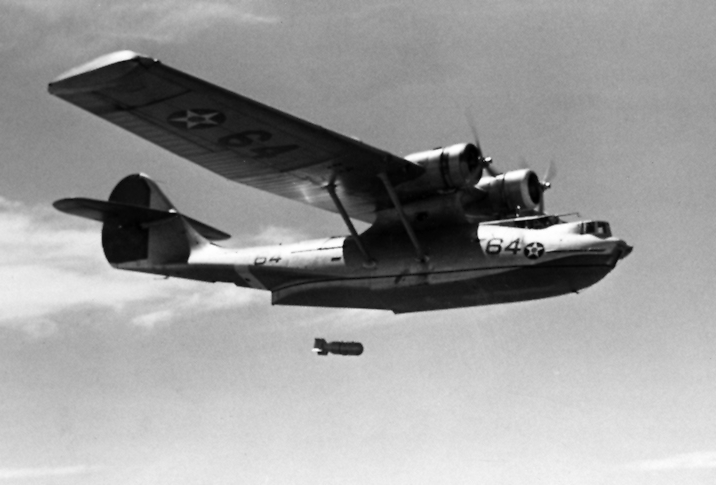
PBY飛行艇から投下される航空爆雷
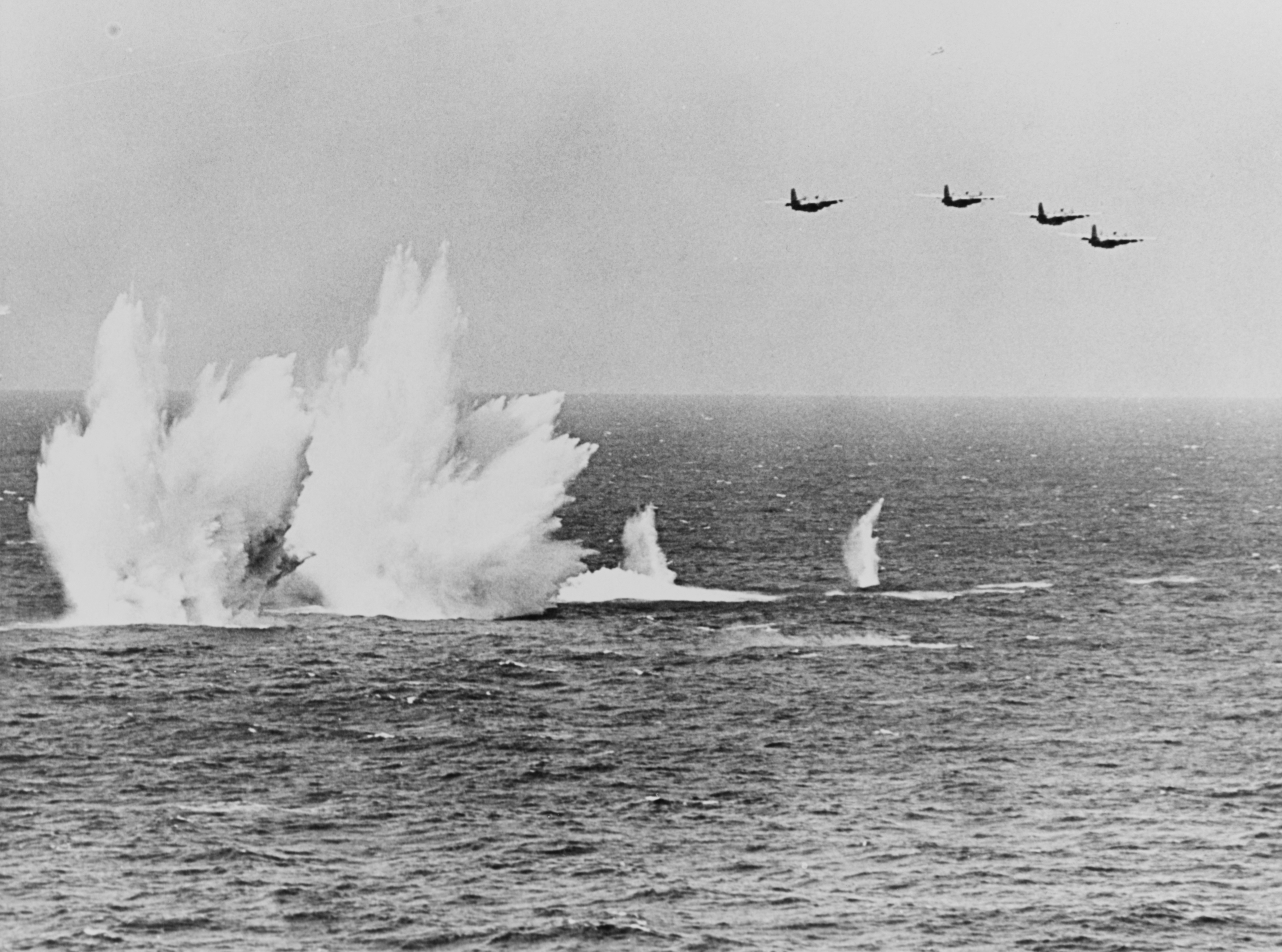
S-2から投下された航空爆雷により発生した水柱。大西洋艦隊を視察したジョン・F・ケネディ大統領の前で対潜戦のデモンストレーションとして行われたもの。